# C-36

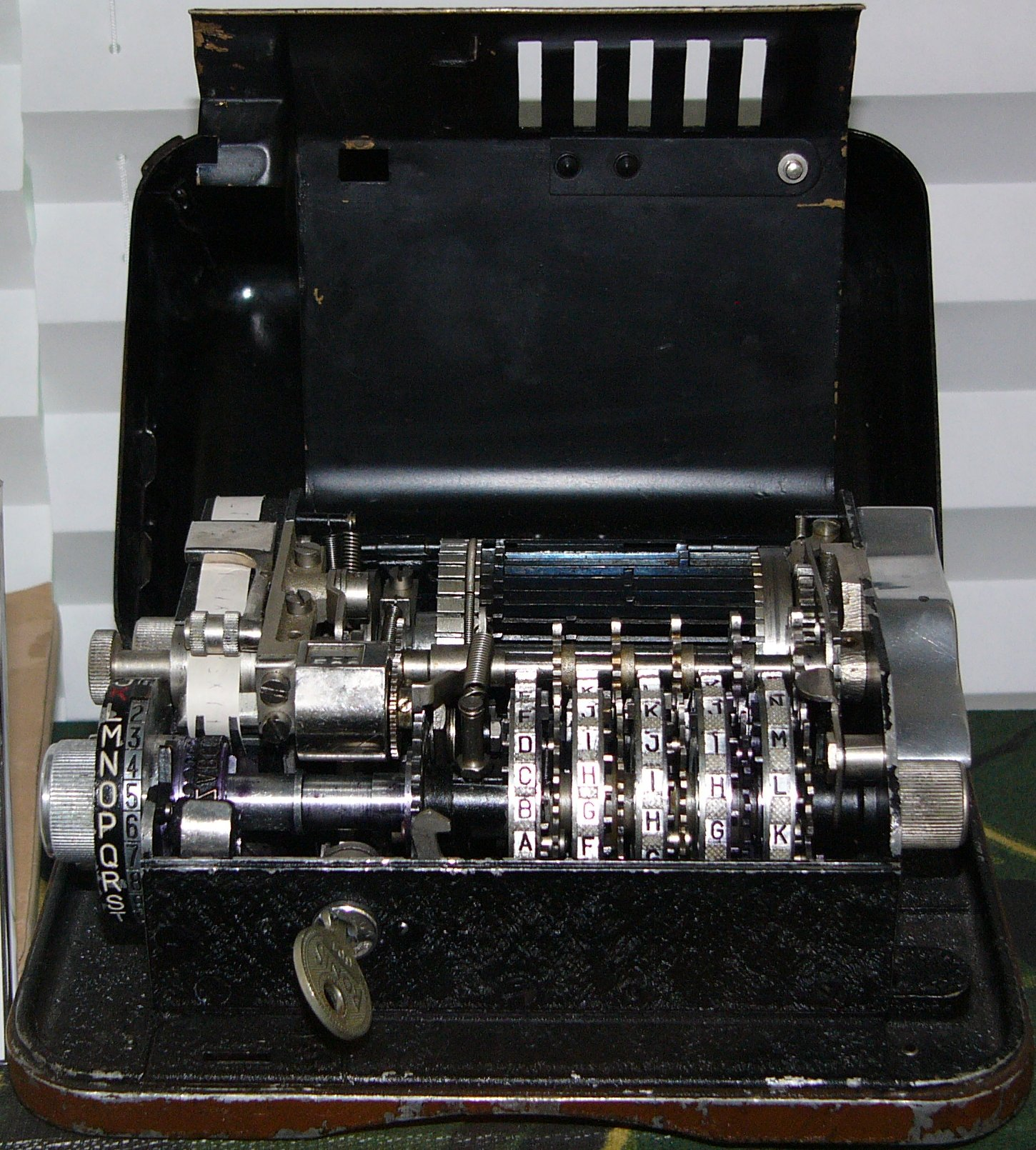
С-36 в музее Блетчли-парк.

C-35 и C-36 были шифровальными машинами, разработанными шведским криптографом Борисом Хагелиным в 1930-х годах. Это были первые шифровальные машины Хагелина, в которых использовался механизм «штифт и выступ». Более поздняя машина из той же серии, C-38, получила обозначение CSP-1500 ВМС США и M-209 военными США, которые ее широко использовали.
В 1934 году французские военные обратились к Хагелину с просьбой разработать печатную карманную шифровальную машину; Хагелин вырезал кусок дерева, чтобы очертить размеры машины, которая поместится в кармане. Он адаптировал одно из своих предыдущих изобретений, сделанных тремя годами ранее: суммирующее устройство, предназначенное для использования в торговых автоматах, и объединил его с вертушечным механизмом более ранней шифровальной машины (The B-21). В 1935 году французы заказали 5000 машин. Италия и США отказались от этой машины, хотя позже оба будут использовать M-209 / C-38. Полностью механическая машина C-35 имела размеры 6 × 4,5 × 2 дюйма и весила менее 3 фунтов.
Доработанная машина, С-36, была похожа на С-35, но имела другое расположение выступов на стержнях. Шесть машин C-36 были закуплены ВМС Швеции для испытаний в октябре 1937 года. Обе машины имели по пять вертушек с 17, 19, 21, 23 и 25 штифтами, каждая из которых настраивалась индивидуально, что давало максимальный период в 3 900 225 единиц. для машины. Версия C-362 включала несколько других улучшений, в первую очередь подвижные выступы вместо фиксированных.